# بيرني موريس
بيرني موريس هو لاعب هوكي الجليد كندي، ولد في 21 أغسطس 1890 في براندون في كندا، وتوفي في 16 مايو 1963 في بريميرتون في الولايات المتحدة.

## وصلات خارجية
- بيرني موريس على موقع دوري الهوكي الوطني (الإنجليزية)
- بيرني موريس على موقع قاعة مشاهير الهوكي (لاعب أن.إتش.أل) (الإنجليزية)
- بيرني موريس على موقع EliteProspects.com (الإنجليزية)
- بيرني موريس على موقع HockeyDB.com (الإنجليزية)
- بيرني موريس على موقع Hockey-Reference.com (الإنجليزية)